# Дискриминация атеистов

Государства со смертной казнью за вероотступничество

Дискримина́ция атеи́стов (или атеофо́бия, антиатеи́зм) включает в себя преследования атеистов из-за их убеждений в разных местах земного шара и в разные исторические эпохи.
В странах конституционной демократии правовая дискриминация атеистов встречается редко, но некоторые атеисты, особенно в Соединённых Штатах, протестовали против законов и правил, которые они рассматривают как дискриминационные. В некоторых исламских странах атеисты сталкиваются с дискриминацией, в том числе из-за отсутствия правового статуса. В странах, которых действует шариат, за отречение от ислама и переход в атеизм предписана смертная казнь.
Согласно исследованию Humanists International, подавляющее большинство из 193 стран-членов ООН «в лучшем случае дискриминирует граждан, неверующих в бога, в худшем может приговорить их тюремному заключению за богохульство».

## В древности
Историки, в том числе Люсьен Февр, считают, что атеизма в его современном понимании не существовало до конца XVII века. Однако до начала массовой секуляризации государственная власть опиралась на понятие божественного права. Платон утверждал, что атеизм (как мы понимаем его сегодня) представляет опасность для общества и должен быть причислен к преступлениям. Лица, которые стали атеистами, тогда как в прошлом были представителями некоторых конфессий христианства или мусульманами, подвергались юридическому преследованию.

## Начало Нового времени и Реформация
В Новое время термин «атеист» использовался как оскорбление и применялся в значении «еретик», а также по отношению к самоубийцам или людям, считавшимся аморальными.
Атеистические убеждения воспринимались как угрожающие порядку и обществу, таковыми их, например, считал Фома Аквинский. Джон Локк, один из основателей современных представлений о свободе вероисповедания, утверждал, что атеисты (как и католики и мусульмане) не могут быть полноценными гражданами. Во времена инквизиции несколько лиц, обвиняемых в атеизме и богохульстве, были подвергнуты пыткам и/или казнены. В их числе священник Джулио Чезаре Ванини, который был задушен и сожжён в 1619 году, и брестский дворянин Казимир Лыщинский, казнённый в Варшаве,
а также француз Этьен Доле, который был казнён в 1546 году. Хотя в XIX веке их изображали[кто?] мучениками, некоторые[какие?] учёные считают, что убеждения Доле и Ванини нельзя назвать строго атеистическими в современном смысле слова.

## Новое время
На протяжении XIX века британские атеисты подвергались дискриминации. Люди, которые не хотели клясться на Библии в ходе судебного разбирательства, не могли давать показания в суде. Это условие было отменено в 1869 и 1870 годах. Кроме того, поэт Перси Биши Шелли был исключён из Оксфордского университета после публикации эссе о необходимости атеизма. Атеист Чарльз Брэдлоу был избран членом британского парламента в 1880 году, но ему было отказано в праве принести присягу из-за его атеистических убеждений. Брэдлоу переизбирался трижды, прежде чем смог занять своё место в 1886 году, когда спикер палаты позволил ему присягнуть.

## Нацистская Германия
В Германии времён нацизма в указе 1933 года говорилось:

Не относя себя к какому-либо конкретному вероисповеданию, мы восстановили веру в свои предпосылки, потому что мы убедились, что народ нуждается в вере и требует её. По этой причине мы предприняли борьбу с атеистическим движением, и не просто несколькими теоретическими заявлениями: мы растопчем его.
Оригинальный текст (нем.)Ohne daß wir uns irgendeiner Konfession verpflichteten, haben wir doch wieder dem Glauben die Voraussetzung gegeben, weil wir der Überzeugung waren, daß das Volk diesen Glauben benötigt und braucht. Wir haben daher den Kampf gegen die Gottlosenbewegung nicht mit ein paar theoretischen Erklärungen aufgenommen, wir haben sie ausgerottet.

Режим решительно выступал против «безбожного коммунизма», и большинство атеистических организаций свободомыслия в Германии были запрещены в том же году. Некоторые правые группы мирились с нацистами до середины 1930-х годов. 26 апреля 1933 года Гитлер заявил, что «существование светских школ недопустимо».
Генрих Гиммлер был ярым лоббистом движения «Gottgläubig» и не допускал в СС атеистов. Рейхсфюрер аргументировал это тем, что «отказ от признания высших сил» будет «потенциальным источником недисциплинированности». Гиммлер заявлял: «Мы верим во Всевышнего Бога, стоящего над нами. Он создал землю, родину и народ, а также послал нам фюрера. Любой человек, неверующий в Бога, должен восприниматься как высокомерный, самовлюблённый и тупой, поэтому неподходящим для службы в СС».

## Современность

### По странам

#### США
Неприемлемость атеизма описывается как «основной столп американской религиозной идентичности» с первых поселений страны до современных конспирологических теорий. Дискриминация атеистов в США происходит в правовом, личном, социальном и профессиональном контекстах. Многие американские атеисты сравнивают своё положение с дискриминацией, с которой сталкиваются этнические меньшинства и ЛГБТ-люди. «Американцы по-прежнему считают допустимым дискриминацию атеистов способами, которые считаются неприемлемыми в применении к другим группам», — утверждает Фред Эдвордс из Американской гуманистической ассоциации. Степень дискриминации, преследования и социальной стигмы, с которой сталкиваются атеисты в США, по сравнению с другими преследуемыми группами в этой стране, — предмет исследования и дискуссий.
Конституции семи штатов запрещают атеистам занимать государственные должности. Однако эти законы не подлежат исполнению из-за противоречия Первой поправке и статье VI Конституции США.

#### Россия
В России признаки дискриминации атеистов выражаются в следующих фактах:
- Попытки проникновения религии в систему государственного образования (например, в виде попытки внедрить как один из шести модулей предмета Основы духовно-нравственной культуры народов России: Основы духовно-нравственной культуры народов России, обязательные уроки по «Основам православной культуры» в общеобразовательных школах).
- Попытки исключить из образовательных программ элементы теории эволюции или преподавать вместе с ней креационизм как равноправную научную теорию.
- Включение теологии в список дисциплин Высшей аттестационной комиссии (что фактически означает официальное признание её наукой).
- Позиционирование православия как «государствообразующей» религии, а России — как православной страны.
- Пропаганда представления о религии как единственно возможном источнике морали, а об атеизме — как о мировоззрении, разрушающем мораль.
- Передача зданий и сооружений, находящихся в государственной собственности, религиозным организациям (в основном РПЦ) в случаях, когда это ведет к выселению из этих зданий каких-либо других организаций (например, музеев и школ).
- Реклама религиозных организаций за счет государства (например, участие священнослужителей РПЦ в официальных государственных мероприятиях).
- Пропаганда религиозной позиции в СМИ.
- Цензура художественных произведений по религиозным соображениям[40][41].
- Закрепление ряда религиозных праздников как государственных или региональных[42], их проведение за счёт госбюджета и пропаганда в государственных СМИ.
- Присутствие религиозных символов в государственной символике (например, упоминание о Боге в государственном гимне России)[43].
- Введение в уголовный кодекс статьи об оскорблении чувств верующих, ставящей убеждения одной категории населения под особую защиту[44].

События:
- 2 марта 2016 года Ставропольский суд приступил к рассмотрению уголовного дела в отношении Виктора Краснова, которого обвиняют в оскорблении религиозных чувств верующих за комментарии о своём презрении к религии[45].
- 11 августа 2016 года российский видеоблогер Руслан Соколовский выложил на своём канале на YouTube видео, на котором он играл в Pokémon Go в храме. Также на своём канале он периодически выпускал видео, в которых открыто критиковал религию, в частности РПЦ. 2 сентября он был арестован и помещён в СИЗО за оскорбление чувств верующих. 11 мая 2017 года суд Екатеринбурга признал Соколовского виновным в возбуждении вражды, оскорблении чувств верующих, а также в незаконном обороте специальных технических средств и приговорил его к 3,5 года лишения свободы условно (см. Дело Соколовского).

Согласно формулировке приговора Соколовского, преступными являются, среди прочего, атеистические взгляды: «В видеосюжетах Соколовского присутствует информация, содержащая в себе признаки оскорбления чувств приверженцев христианства и ислама, формируемого через отрицание существования Бога».

#### Европейские страны
В Ирландии для работы преподавателем в государственных школах требуется религиозное образование в христианских колледжах.
В Великобритании треть государственных школ ориентируются на религию.
В Греции правление правой политической партии «Новая демократия» заявило, что «греческий народ имеет право знать, является ли господин Ципрас атеистом». Они ссылались на нерелигиозность своего политического оппонента как на возможную причину, по которой он недостоин избрания, хотя они и признали, что неверие «это его право».
Согласно опросу 2012 года, 25 % турок в Германии считают атеистов неполноценными людьми.

#### Бразилия
Бразильский опрос 2009 года показал, что атеисты были самой ненавистной демографической группой среди населения, в сравнении с другими меньшинствами, почти наравне с потребителями наркотиков. Согласно исследованию, 17 % опрошенных заявили, что испытывают либо ненависть, либо отвращение к атеистам, 25 % испытывают антипатию, а 29 % относятся к ним безразлично.

#### Исламский мир
Согласно отчёту Humanists International (2023), в ряде стран атеизм или публичное проявление таких взглядов является незаконным, а в других странах запрещён отказ от государственной религии. В 10 исламских странах вероотступничество карается смертью, а в Пакистане существует смертная казнь за богохульство, иными словами, неверие в бога приводит к смертному приговору в 11 странах.
Несмотря на то что в странах с мусульманским большинством случаи смертной казни за атеизм относительно редки, атеистов часто судят за «богохульство», «возбуждение ненависти или вражды».
Исламский запрет на вероотступничество нарушает право на свободу вероисповедания и противоречит 18-й Статье Всеобщей декларации прав человека.

##### Афганистан
В соответствии с ханафитским мазхабом, который имеет особое значение в афганском правовом контексте, отречение от ислама в Афганистане рассматривается как преступление, относящееся к категории хадд и предусматривающее наказание в виде смертной казни. Однако закон позволяет индивидууму, обвиняемому в этом преступлении, избежать наказания, если он раскается в течение нескольких дней. В обратном случае реализация наказания может осуществляться путём конфискации имущества, аннулирования брака и забивания камнями до смерти.

##### Индонезия
По утверждению Джесса Мелвина, во время массовых убийств в Индонезии 1965—1966 годов атеисты были жертвами геноцида в соответствии с юридическим определением этого термина. Индонезийская армия призывала к коллективному уничтожению «атеистов» и «неверующих» за их связь с коммунизмом, и, по словам Мэтью Липпмана и Дэвида Нерсесян, атеисты являются защищённой группой согласно Конвенции о предупреждении преступления геноцида и наказании за него.
Атеисты в Индонезии подвергаются юридической дискриминации в контексте регистрации рождений и браков, а также выдачи удостоверений личности.
Международную огласку получил случай 2012 года, когда индонезийский атеист Александр Аан был избит толпой, потерял работу государственного служащего и был приговорён к двум с половиной годам тюремного заключения за выражение своих взглядов в Интернете.

##### Алжир
Изучение ислама является обязательным в государственных и частных школах для каждого алжирского ребёнка, независимо от его религии.
Мужчинам-атеистам или агностикам запрещено жениться на мусульманках (Семейный кодекс Алжира I.II.31). Брак юридически аннулируется в случае вероотступничества мужа (предполагается ислам, хотя это явно не указано; Семейный кодекс I.III.33). Атеисты и агностики не имеют права на наследство (Семейный кодекс III.I.138).

##### Египет
В Египте, несмотря на отсутствие прямого запрета на вероотступничество, статья 98(f) Уголовного кодекса предусматривает тюремное заключение до 5 лет за пропаганду идей, воспринимаемых как оскорбление религии или подрыв национального единства. Фактически присутствуют судебные дела за вероотступничество или критику религии, что является формой дискриминации, нарушающей фундаментальные права человека на свободу убеждений и выражение мнений, включая права атеистов.
Известный египетский видеоблогер Шариф Джабир Абд аль-Азим Бакр (араб. شريف جابر عبد العظيم بكر‎) был арестован 27 октября 2013 года в связи с поддержкой атеизма, «неуважением к религии» и атеистическими высказываниями в Интернете.

##### Турция
Несмотря на то, что Турция официально является светским государством, государство предоставляет особые привилегии мусульманам и исламу в средствах массовой информации и частных религиозных учреждениях. Обязательное религиозное обучение в турецких школах также считается дискриминационным по отношению к атеистам.

##### Саудовская Аравия
Атеизм запрещён в Саудовской Аравии и может караться смертной казнью.
Примером преследования за взгляды на религию может служить случай писателя Хамзы Кашгари, который в 2012 году был обвинён в вероотступничестве на основании высказываний в социальных сетях. После его задержания в Малайзии и экстрадиции в Саудовскую Аравию, он был подвергнут судебному разбирательству и, впоследствии, помещён под стражу. В 2015 году был приговорён к смертной казни атеист Ахмад аль-Шамри. Причиной являлось размещение им в социальных сетях видео, в которых он отрекался от ислама и Мухаммеда.
В марте 2014 года министерство внутренних дел Саудовской Аравии издало королевский указ, объявляющий всех атеистов «террористами». Он определяет терроризм как «призыв к атеистической мысли в любой форме или подвергание сомнению основ исламской религии, на которой основана эта страна».

##### Мавритания
В соответствии со статьёй 306 Уголовного кодекса Мавритании, за вероотступничество, то есть переход бывшим мусульманином в другую религию или неверие, предусмотрено наказание в виде смертной казни. Согласно этой статье, любому мусульманину, признанному виновным вероотступничестве, предоставляется три дня на покаяние. Если обвиняемый не раскается в указанный срок, ему выносится смертный приговор, а всё его имущество конфискуется правительством.
Примером преследования за вероотступничество может служить арест мавританского журналиста в январе 2014 года. Его обвинили в вероотступничестве за публикацию онлайн-текста, который был расценен как «кощунственный». Этот случай вызвал широкий общественный протест и резонанс, включая требования казни журналиста со стороны мавританского населения и готовность местного бизнесмена выплатить вознаграждение за его убийство. Национальная комиссия по правам человека Мавритании также высказала осуждение материалов, приведших к аресту.

##### Судан
В соответствии со статьёй 126 Суданского Уголовного кодекса, открытое признание мусульманином перехода в какую-либо религию, отличную от ислама, либо атеизм, рассматривается как серьёзное преступление, подлежащее наказанию в виде смертной казни. Однако законом предусмотрено, что если осуждённый вернётся к исламу в течение отведённых дней, смертный приговор может быть отменён.

##### Марокко
В апреле 2013 года Высший совет религиозных учёных Марокко выпустил фетву, в соответствии с которой марокканцы, отрёкшиеся от ислама, подлежат смертной казни.

##### Казахстан
По мнению журналиста Данияра Наурыза, в информационном отношении в Казахстане фактически наложен запрет на тему атеизма. Также за разжигание межрелигиозной вражды был арестован Александр Харламов. Его обвиняют в том, что он в своих публикациях о христианстве и о различных религиозных течениях занимался пропагандой атеизма, чем оскорбил чувства верующих.